# In der Erbach bei Mörlenbach
Das Naturschutzgebiet In der Erbach bei Mörlenbach liegt im Odenwald auf den Gebieten der Gemeinden Mörlenbach und Rimbach im Landkreis Bergstraße in Südhessen.

## Lage
Das Schutzgebiet In der Erbach bei Mörlenbach liegt nordöstlich von Mörlenbach im Naturraum „Weschnitztal“ des Vorderen Odenwalds. Es umfasst das Seitental des Erbach-Grabens mit den angrenzenden Hanglagen, das von den Landesstraßen L 3120 im Süden und L 3409 im Nordosten eingefasst ist.
Der Erbach fließt geradeaus nach Nordwesten, unterquert die B 38, durchläuft ein Gewerbegebiet und mündet bei Klein-Breitenbach von links in die Weschnitz.
Das Schutzgebiet liegt im Geo-Naturpark Bergstraße-Odenwald.

## Naturschutzgebiet
In der Erbach bei Mörlenbach wurde am 11. Dezember 1997 mit der Kennung 1431027 unter Naturschutz gestellt.
Damit sollten das feuchtigkeitsgeprägte Erbachtals und die angrenzenden Hanglagen erhalten werden. Der Schutz gilt den dortigen Grünlandgesellschaften, Feuchtwiesen, Röhrichtbeständen, Seggenrieden, Gebüschen, Streuobst- und Waldbeständen.

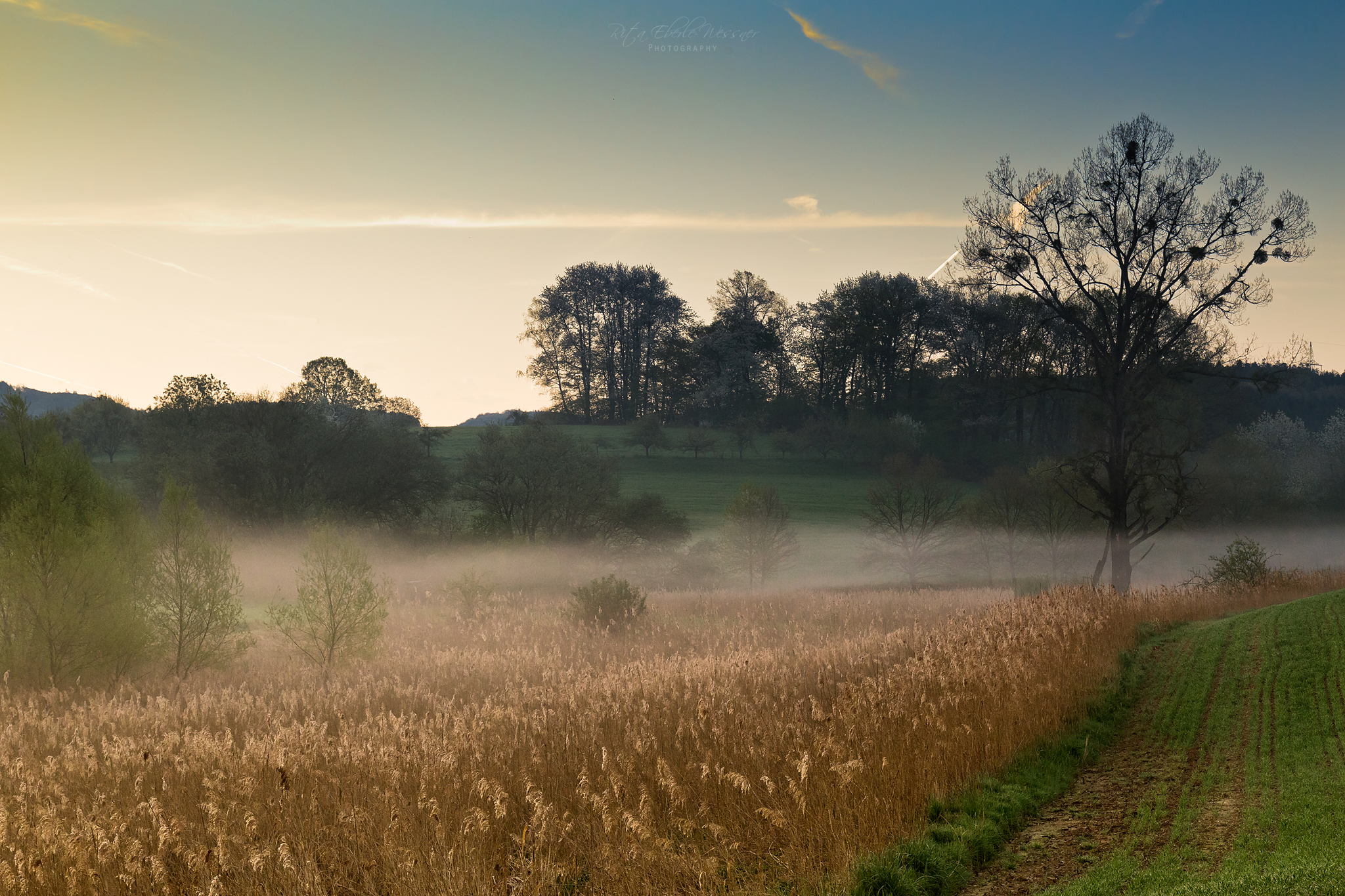
Nebel über dem Röhricht
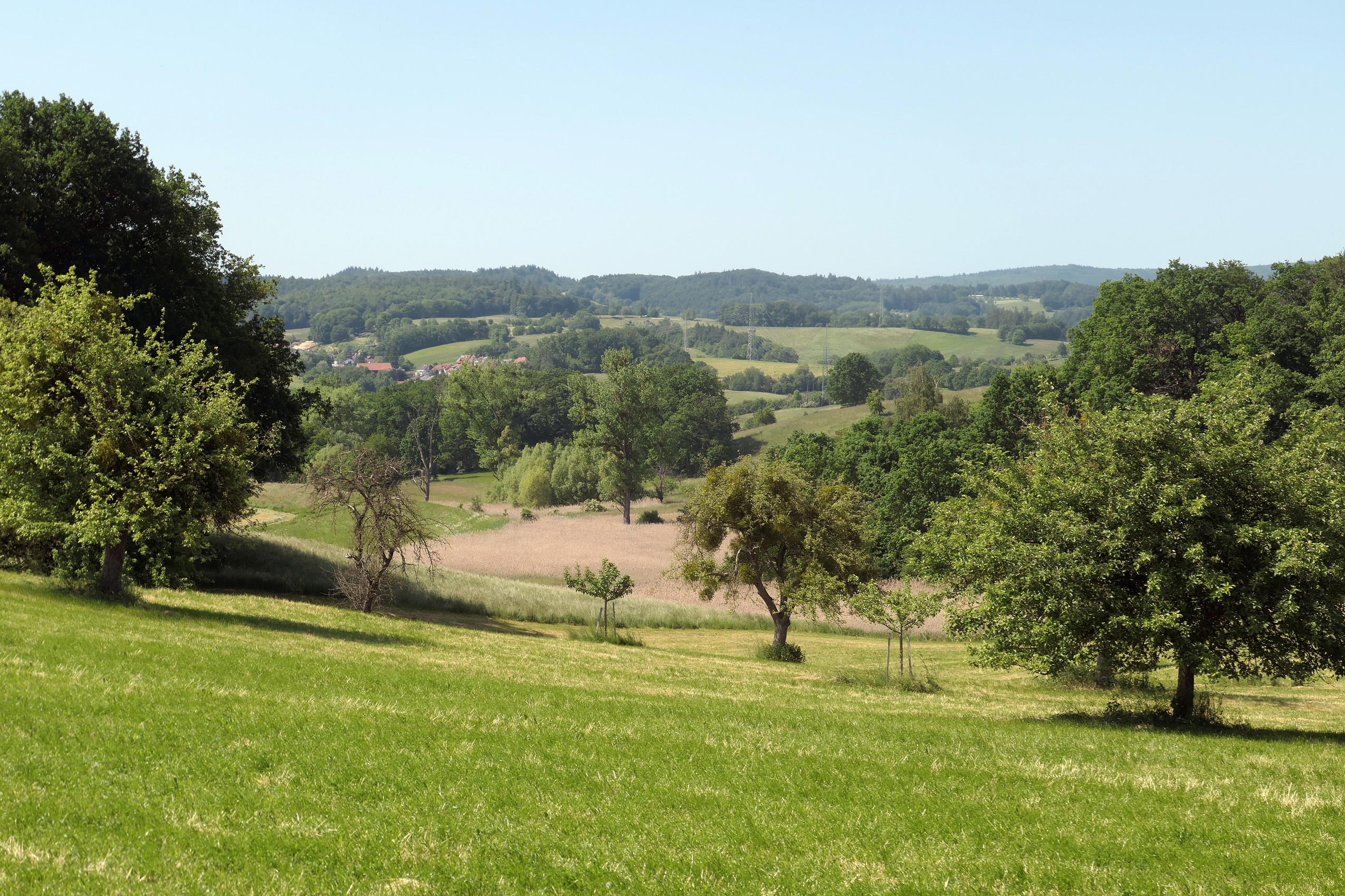
NSG mit Blick von Süden
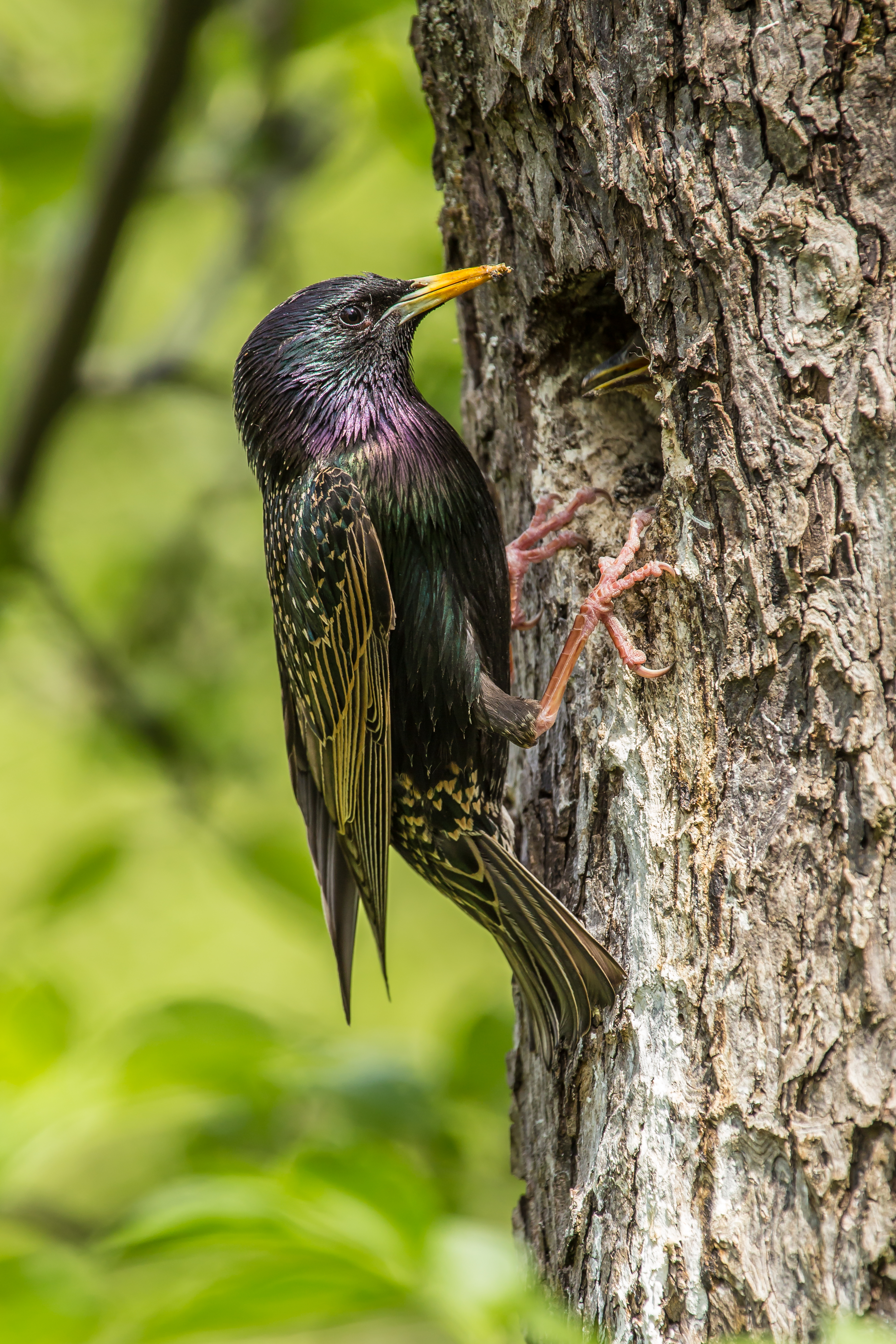
Star füttert Junges im NSG